# Mesadi Azizbekov
Mesadi Azimbekovics Azizbekov (azeriül: Məşədi Əzizbəyov, teljes nevén Meşədi Əzim bəy oğlu Əzizbəyov, oroszul: Мешади Азим-бек оглы Азизбеков; Baku, 1876. január 6. (Julián-naptár sz.) / január 18. (Gergely-naptár sz.) – Krasznovodszk, 1918. szeptember 20.) azerbajdzsáni forradalmár. Az oroszországi intervenció és polgárháború során kivégezték.

## Fiatalkora
Bakuban született kőműves családba. 1896-ban ugyanitt fejezte be középfokú tanulmányait. Később Szentpétervárra ment hogy bebocsátást nyerjen a mérnöki karra. Később az Orosz Szociáldemokrata Párthoz csatlakozott, annak tanulókat tömörítő tagozatában aktív szerepet vállalt. 1899-ben a Szentpétervári Technikai Intézetbe vették fel, ahonnan 1908-ban diplomázott mint villamosmérnök.

## Forradalomban játszott szerepe
Részt vett az 1905-ös orosz forradalomban. Ezután szülővárosában, Bakuban az olajipari munkások szövetségének szervezésén dolgozott. Az első világháború során Baku város kormányának tagjaként háborús menekültek és eltűntek felkutatásában, támogatásában vett részt. Az 1917-es oroszországi forradalmak alatt Baku város tanácsába (szovjetébe) választották meg. Márciusban részt vett a tummeti és gummeti szerveződésekben. Ugyanezen év áprilisában az Iszlám Szocialista Párt hivatalához kerül, az év hátralevő részében továbbra is szervezőmunkákat végez. Egyike lett a 26 bakui komisszárnak. Az oroszországi polgárháború során, amikor a Szovjet Kommün sorozatos vereségeket szenvedett, egy britek által vezetett koalíció elfogta, és elvtársaival együtt sortűzzel kivégezte.

## Emlékezete
Baku egyik kerülete és metróállomása az ő nevét viseli. Szülővárosában ezenfelül emlékmű is található, egy őt ábrázoló szoborral. A Nahicseváni Autonóm Köztársaság egyik városa szintén róla kapta nevét. Az Örményországban található Vayk várost 1994-ig hivatalosan szintén Azizbekovnak hívták.